# Nagapur
Nagapur é uma vila no distrito de Ahmadnagar, no estado indiano de Maharashtra.

## Geografia
Nagapur está localizada a 18° 52′ N, 76° 26′ L. Tem uma altitude média de 469 metros (1538 pés).

## Demografia
Segundo o censo de 2001, Nagapur tinha uma população de 7062 habitantes. Os indivíduos do sexo masculino constituem 57% da população e os do sexo feminino 43%. Nagapur tem uma taxa de literacia de 74%, superior à média nacional de 59.5%: a literacia no sexo masculino é de 79% e no sexo feminino é de 68%. Em Nagapur, 15% da população está abaixo dos 6 anos de idade.